# Vermelho Velho

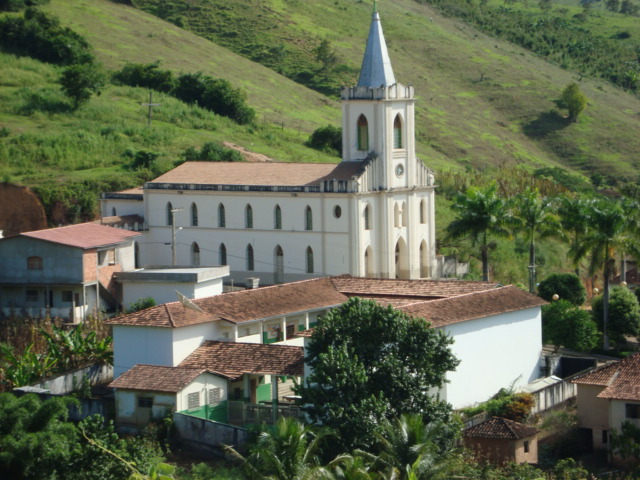
Vermelho Velho en 2006.

Vermelho Velho est un village appartenant à la municipalité de Raul Soares, dans l'État de Minas Gerais, au Brésil.
Le village est situé à 25 kilomètres de Raul Soares et à 25 kilomètres de Bom Jesus do Galho. Son nom signifie « Rouge ancien », probablement en raison de la couleur du sol. Une liaison ferroviaire a été établie vers Raul Soares en 1930 et la route de Caratinga à Raul Soares, la BR 116, traverse également le village. La religion prédominante était[Quand ?] le catholicisme romain et est, depuis 1932, le protestantisme. L'agriculture locale comprend le riz, le maïs, le café, le manioc et la canne à sucre. La production de café, tant pour le marché intérieur que pour l'exportation, est la principale contribution à l'économie.
Le district[pas clair] a été fondé le 20 janvier 1924. En 1943, Vermelho Velho a été transféré à la municipalité de Bom Jesus do Galho, mais cinq ans plus tard, il a été à nouveau transféré à Raul Soares.